# ميشائيل حيشين

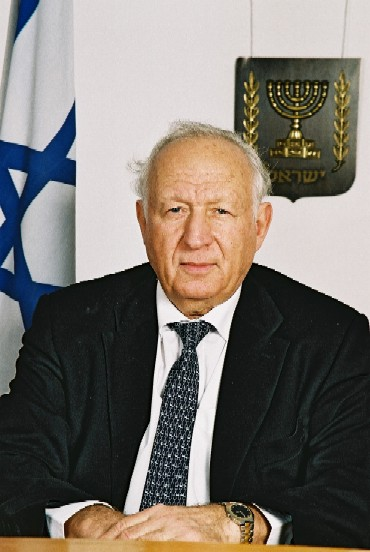
ميشائيل حيشين

ميشائيل حيشين ( (بالعبرية: מישאל חשין‏) </link> ‎ 16 فبراير 1936 - 19 سبتمبر 2015) كان قاضيًا إسرائيليًا خدم في المحكمة العليا في إسرائيل من عام 1992 إلى عام 2006. 

## السيرة الذاتية
وُلد ميشائيل حيشين في بيروت، لبنان الكبير. كان ابن شنير زلمان حيشين وليا (المولودة مرجليت). والده، الذي وُلد في القدس، كان قاضيًا في المحكمة العليا الإسرائيلية، وكان مرتبطًا بـ شنير زلمان من لادي. والدته، التي وُلدت في بيروت لوالدين من صفد، كانت الرئيسة المؤسسة لمؤسسة القدس. كان لديهم ثلاثة أبناء، أحدهم، شنير، قُتل في حادث دهس عام 2010.

## المسيرة القانونية
قبل تعيينه قاضيًا في المحكمة العليا، خدم حيشين لمدة 16 عامًا في وزارة العدل، واختتم فترة عمله كنائب للنائب العام من عام 1974 إلى عام 1978.  وبعد ذلك دخل في ممارسة المحاماة الخاصة لمدة 14 عامًا، قبل أن يتم تعيينه في المحكمة. أثناء عمله كرئيس للجنة الانتخابات المركزية في إسرائيل، أوقف حيشين بث المؤتمر الصحفي الذي عقده رئيس الوزراء أرئيل شارون باعتباره انتهاكًا لقانون الانتخابات. توفي حيشين في 19 سبتمبر 2015 عن عمر يناهز 79 عامًا بسبب السرطان. 